# Vardotjärnarna (Sorsele socken, Lappland, 729315-151500)
Vardotjärnarna är en sjö i Sorsele kommun i Lappland och ingår i Umeälvens huvudavrinningsområde. Sjön har en area på 0,0938 kvadratkilometer och ligger 754,8 meter över havet. Vardotjärnarna ligger i Vindelfjällen Natura 2000-område.

## Delavrinningsområde
Vardotjärnarna ingår i det delavrinningsområde (728965-152085) som SMHI kallar för Utloppet av Överstjuktan. Medelhöjden är 645 meter över havet och ytan är 134,8 kvadratkilometer. Räknas de 26 avrinningsområdena uppströms in blir den ackumulerade arean 418,08 kvadratkilometer. Juktån som avvattnar avrinningsområdet har biflödesordning 2, vilket innebär att vattnet flödar genom totalt 2 vattendrag innan det når havet efter 348 kilometer. Avrinningsområdet består mestadels av skog (63 procent) och kalfjäll (17 procent). Avrinningsområdet har 23,53 kvadratkilometer vattenytor vilket ger det en sjöprocent på 17,4 procent.